# Miera
Miera – gmina w Hiszpanii, w prowincji Kantabria, w Kantabrii, o powierzchni 33,77 km². W 2011 roku gmina liczyła 424 mieszkańców.